# 帝京大学可児高等学校中学校
帝京大学可児高等学校中学校（ていきょうだいがくかにこうとうがっこうちゅうがっこう）は、岐阜県可児市桂ヶ丘一丁目にある私立中学校・高等学校。

## 建学の精神
- 「努力をすべての基とし、偏見を排し、幅広い知識を身につけ、国際的視野に立って判断ができ、実学を通して創造力および人間味豊かな専門性ある人材を育成する」

## 沿革
出典:
- 1988年（昭和63年）4月 - 岐阜県可児市に開校。
- 1989年（平成元年）6月 - プールおよび更衣室、テニスコート（2面）竣工。
- 1990年（平成2年）6月
  - 陸上グラウンド竣工。
  - 校歌制定。

- 1991年（平成3年）10月 - 校旗製作。
- 1993年（平成5年）3月 - 東門竣工。
- 1996年（平成8年）4月
  - コース制発足（高校:特進コースと文理コース/中学:特進コースと志学コース）。
  - スクールバス運行開始。
- 1998年（平成10年）10月 - 下足棟・階段棟竣工。
- 1999年（平成11年）3月 - ラザフォードカレッジ（英語版）と姉妹校提携交換留学制度の運用開始。
- 2001年（平成13年）8月 - 校内LANを第2OA室に設置。
- 2002年（平成14年）3月
  - 生徒の勤労活動の一環として、桜（300本）・アジサイの植樹。
  - ゴルフ練習場竣工。

- 2003年（平成15年）4月 -（株）コパンと提携し、サッカー部・水泳部の強化開始。
- 2004年（平成16年）4月
  - 学校マイクロバス購入。
  - コパン研修センターにて寮生受け入れ開始。
  - 高校サッカー部・軟式野球部の強化開始。
- 2005年（平成17年）
  - 4月
    - 学寮竣工（入寮者35人）。
    - 医療特進コースの設置。
    - 高等学校制服を改訂。

  - 8月
    - 校舎内トイレ改築。
    - 談話室・談話コーナー設置。
- 2007年（平成19年）
  - 3月
    - 新校舎竣工。
    - 職員室拡張。
    - 新放送室・新相談室・新印刷室設置。
- 2007年（平成19年）4月 - 生徒数学則定員（720人）を超える（756人在籍）。
- 2008年（平成20年）
  - 3月 - 人工芝グラウンド「TECOフィールド」・新駐輪場（2ヶ所）竣工。
  - 4月
    - 生徒数800人を超える（806人在籍）。
    - 新部室4棟完成。
- 2010年（平成22年）12月 - 学寮新館竣工。
- 2013年（平成25年）10月 - 新グラウンド「TEIKYO けやき フィールド」竣工。
- 2014年（平成26年）7月 - 校舎改修工事第1期。
- 2015年（平成27年）8月 - 校舎改修工事第2期。
- 2016年（平成28年）4月 - 校舎改修工事第3期。
- 2018年（平成30年）
  - 3月
    - 校舎改修および教室増築竣工。
    - 大森グラウンド竣工。

  - 4月 - 英国 ウッドハウスグローブスクール（英語版）との交流開始。

## 教育課程
中高一貫教育
中学校は1、2年生は3クラスすべて特進コースで1クラス25人。中学3年生で「特進コース」・「一貫特進コース」に分かれ、「一貫特進コース」は高等部でも同じクラスメイトの編成となる（帝京可児中学からの内部進学生で編成）。
高校からの教育
外部（他の中学）から入学する生徒を含むコースでは、「特別特進STコース」・「特進コース」・「文・理コース」がある。「特進コース」では一年次にレベル編成をする。2年次より「文系」・「理系」のコースに分かれる。

## 設置学科・コース

### 普通課程
中高一貫
- 特進コース
  - 高校1年次に特進、文理のコース選択　高校2年次に文系・理系のコース選択。
- 一貫特進

高等学校からの教育
外部中学からの入学生を含む。
- 特別特進STコース
- 特進コース
- 文理コース

## 部活動
出典:

### 運動部
- 硬式野球部（高校のみ）
- 軟式野球部（中学のみ）
- バスケットボール部
- サッカー部
- テニス部
- 水泳部
- ゴルフ部
- バドミントン部
- チアリーディング部
- 卓球部

### 文化部
- 吹奏楽部
- 料理・茶道部
- 放送部
- サイエンス部
- ESS（高校のみ）
- 総合芸術研究部
- パソコン・写真部
- 生徒会執行部

### 同好会
- スポーツ同好会

## 学校祭
帝京祭と称し、9月の上旬に文化祭と体育祭を連続して行う。これは主に生徒会執行部及び生徒会帝京祭企画部というグループを中心に活動・準備をしている。
2001年（平成13年）頃より、クラスの出し物をCM風にしたビデオの上映、帝京祭の奇跡を描いたドキュメンタリービデオをオープニングで上映し、好評を博している。これらビデオはすべて生徒自身による制作である。

## 学校行事
9月に小中高一体となって行う帝京祭があり、クラスごとのステージ発表、応援合戦、各種運動競技が行われる。
11月には恒例のクラス対抗の弁論大会がある。
中学3年次の3月（卒業式後）に約2週間、オーストラリアへの語学研修があり、ホームステイをしてその国の文化・民俗・習慣・自然に触れることが出来る（サッカー部員はイングランド）。
他にも中学・高校が行う球技大会など様々な行事が行われている｡

## 食堂
高校生が廉価に利用出来る食堂を備えている。
食堂を利用できるのは高校生と教職員になっている。中学生が食堂を利用する場合は、販売される弁当を購入し、各HRに持ち帰って食事をする。

## 研修
- 中学1年次にチャレンジキャンプ（淡路島）。
- 中学2年次にビジョンクエストキャンプ。
- 中学3年次に東京及び近郊の大学見学、オーストラリア語学研修。
- 高校1年次に乗鞍学習合宿。
- 高校2年次に乗鞍学習合宿（一部）、修学旅行（香港）。

## アクセス

### 公共交通機関
- JR中央本線・太多線 多治見駅から、東鉄バスで「桂ヶ丘1丁目」バス停下車後、徒歩。
- JR太多線 可児駅から、路線バス（東鉄バス可児駅前 - 多治見駅前）もしくはコミュニティバス「さつきバス」で「桂ヶ丘1丁目」バス停下車後、徒歩。
- 鉄道駅からは離れている（JR太多線 姫駅・下切駅まで徒歩で20～30分程度）。

### スクールバス
通学時に使える路線バスの便が少ないため、スクールバスが多治見市・可児市街・可児市西部・土岐市・美濃加茂市・関市・御嵩町・愛知県犬山市などとの間を運行している。

## 出身者

### 卒業生
- 杉本太郎（サッカー選手、徳島ヴォルティス）
- 三島頌平（サッカー選手、ロアッソ熊本）
- 久保藤次郎（サッカー選手、柏レイソル）
- 大森大地（サッカー選手、アルビレックス新潟シンガポール）
- 鈴木淳之介（サッカー選手、湘南ベルマーレ）
- 加藤翼（プロ野球選手、中日ドラゴンズ）
- 加藤大和（プロ野球選手、北海道日本ハムファイターズ）
- kemu/堀江晶太（アーティスト、PENGUIN RESEARCH）
- 和田哲幸（起業家、作家、中小企業スタートアップコンサルタント）
- 金子弘樹 (元クラフタ)